# Гречишкин, Василий Николаевич
Васи́лий Никола́евич Гречи́шкин (13 января 1911 — 30 сентября 1943) — советский военный лётчик, гвардии майор в годы Великой Отечественной войны. Герой Советского Союза (4 февраля 1944, посмертно).

## Биография
Родился в крестьянской семье.
Окончил Харьковскую военно-авиационную школу. С 1931 года в РККА.
Член КПСС с 1939 года.
Участвовал в советско-финской и в Великой Отечественной войнах. Во время последней совершил 152 боевых вылета на бомбардировку важных объектов и уничтожение живой силы и техники противника.
30 сентября 1943 около Ленинграда погиб на подбитом и горящем самолёте, протаранив им вражеские артиллерийские батареи.
Указом Президиума Верховного Совета СССР «О присвоении звания Героя Советского Союза офицерскому составу военно-воздушных сил Красной Армии» от 4 февраля 1944 года за «образцовое выполнение боевых заданий командования на фронте борьбы с немецкими захватчиками и проявленные при этом отвагу и геройство» удостоен посмертно звания Героя Советского Союза.

## Награды
Награждён орденами Ленина, Красного Знамени и Отечественной войны I степени.

## Память
- Подвиг увековечен в групповом памятнике Героям Советского Союза в Туле.
- В Гатчине на улице его имени установлена мемориальная доска[3] и бронзовый бюст на его могиле на Братском захоронении на городском кладбище.
- Мемориальная доска установлена на стеле героев в городе Богородицке.